# Amaranthus cararu
Amaranthus cararu är en amarantväxtart som beskrevs av Nikolaus Joseph von Jacquin och Attilio Zuccagni. Amaranthus cararu ingår i släktet amaranter, och familjen amarantväxter. Inga underarter finns listade i Catalogue of Life.